# Venus Anadiómena (Ingres)
La Venus Anadiómena (en francés: Vénus anadyomène) es un cuadro al óleo que muestra el episodio del nacimiento de la diosa Venus en su tipología de Venus Anadiomena, es decir, que surge suspendida en el agua, entre la espuma marina. La obra del pintor francés Jean-Auguste-Dominique Ingres, se realizó entre 1808 y 1848; actualmente se encuentra expuesta en el Museo Condé en Chantilly.

## Historia
El artista comenzó la obra durante su estancia en Roma, residente de la Academia Francesa en Roma, y el cuadro permaneció en fase de planificación durante casi cuarenta años; reanudado, se completó en 1848 en París a petición explícita del banquero y botánico Benjamin Delessert quien, sin embargo, no le pareció el lienzo lo suficientemente bueno, ya que no le gustó la rodilla pues la encontraba dibujada torpemente.
Vendido ese mismo año a Frédéric Reiset, entonces conservador de dibujos en el museo del Louvre, fue presentado en la Exposición Universal de París de 1855. Más tarde fue adquirido por Enrique de Orleans, uno de los Siñores, condes y duques de Aumale, con toda la colección Reiset en 1879.
Los primeros dibujos preparatorios representan a Venus arrodillada, despues en la posición de Venus púdica o sea de pie y cubriéndose los senos con la mano. La postura está inspirada en El nacimiento de Venus de Sandro Botticelli; Ingres pudo haberlo visto durante su visita a Florencia en 1805 en la galería Uffizi.
Un dibujo fechado en 1806 ya representa a la diosa con los brazos levantados mientras sostiene entre las manos el cabello; después de retomar la obra, el pintor hace cambios profundos en la elección de los colores respecto a cómo fueron concebidos originalmente.
Según el poeta Charles Baudelaire, que tuvo la oportunidad de admirar la pintura durante la "Exposición Universal", la cabeza está inspirada en los modelos antiguos mientras que las manos provienen de las obras de Rafael Sanzio y el torso apretado de las estatuas medievales.

## Fuente de inspiración
El lienzo de Ingres fue tomado como modelo para muchas otras representaciones de Venus surgiendo del mar, incluyendo El nacimiento de Venus de William-Adolphe Bouguereau de 1879, pero también el anterior "Venus marina" de Théodore Chassériau.
La misma postura fue utilizada por el autor también para otro desnudo artístico, La fuente, finalizado en 1856. Una copia en versión reducida se conserva en el Museo del Louvre, mientras los dibujos preparatorios se encuentran hoy en el Museo Ingres de Montauban.

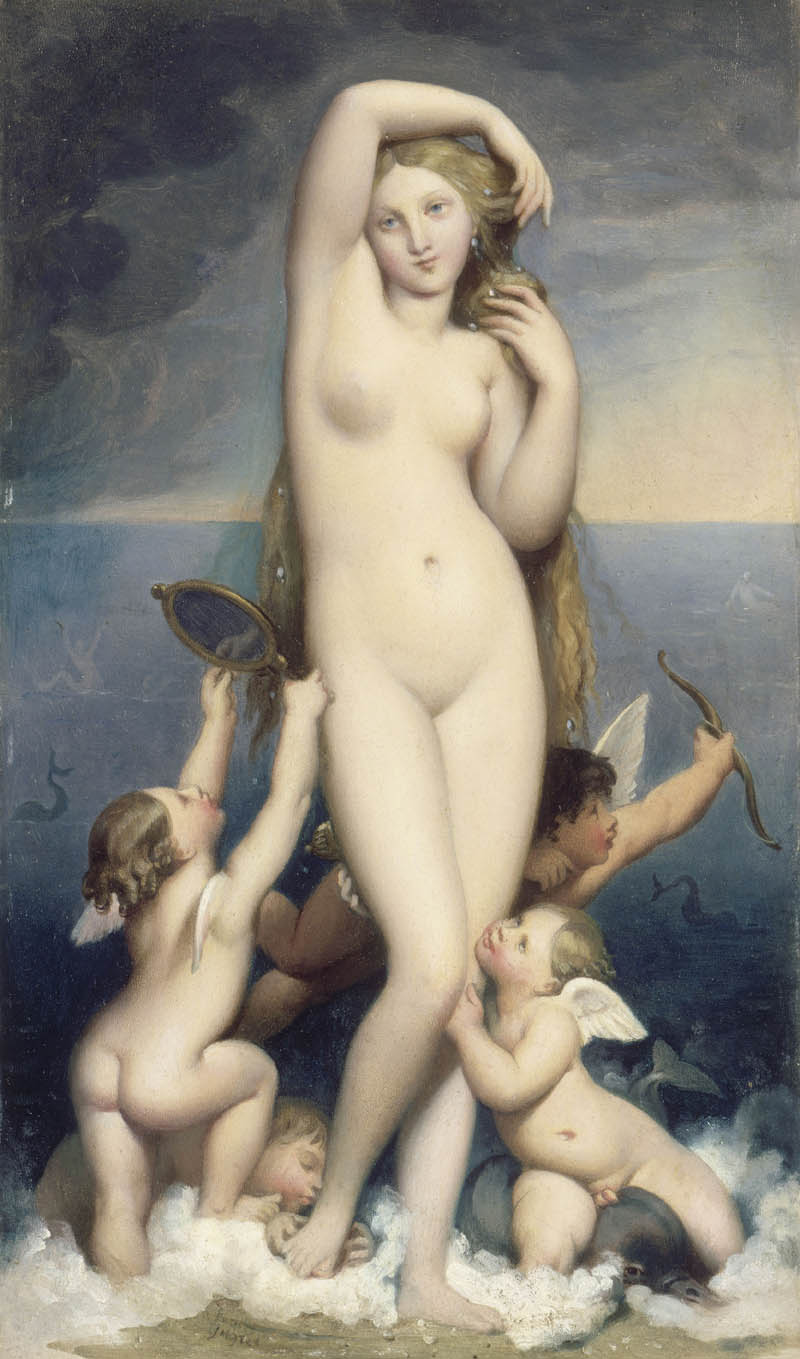
Copia reducida alrededor de 1825-1850
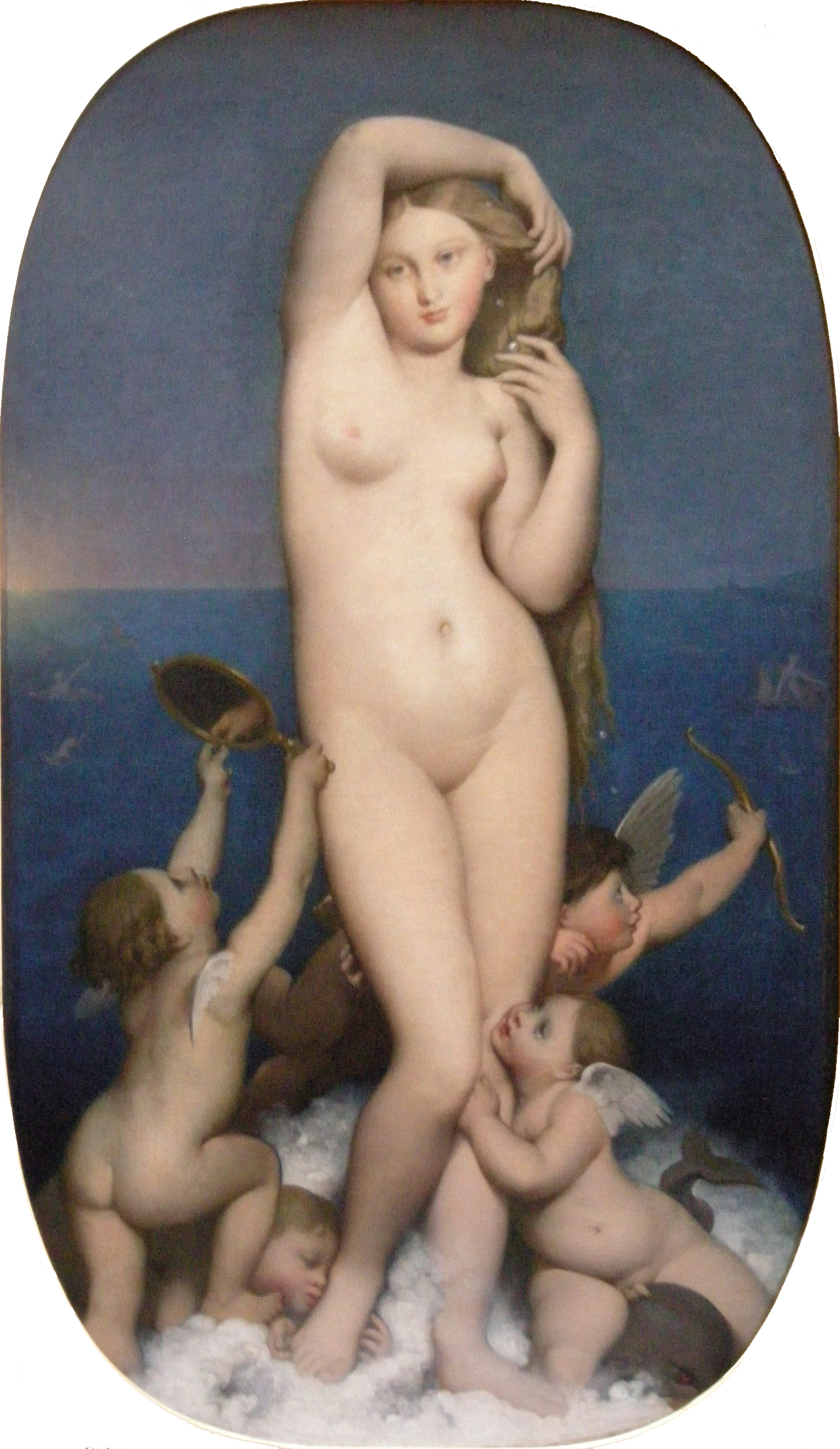
La obra en exposición